# Chili op de Paralympische Winterspelen 2018
Chili was een van de landen die deelnam aan de Paralympische Winterspelen 2018 in Pyeongchang, Zuid-Korea.

## Deelnemers en resultaten
(m) = mannen, (v) = vrouwen 

### Alpineskiën
| Paralympiër                 | Onderdeel                    | Resultaat | Prestatie      |
| --------------------------- | ---------------------------- | --------- | -------------- |
| Nicolas Bisquertt Hudson    | Afdaling, zittend (m)        | 13e       | 1:31.08        |
| Nicolas Bisquertt Hudson    | Super G, zittend (m)         | DNF       | Niet gefinisht |
| Nicolas Bisquertt Hudson    | Supercombinatie, zittend (m) | DNF       | Niet gefinisht |
| Nicolas Bisquertt Hudson    | Reuzenslalom, zittend (m)    | DNF       | Niet gefinisht |
| Nicolas Bisquertt Hudson    | Slalom, zittend (m)          | 9e        | 1:54.62        |
| Diego Primero Seguel Moreno | Reuzenslalom, zittend (m)    | DNF       | Niet gefinisht |
| Diego Primero Seguel Moreno | Slalom, zittend (m)          | DNF       | Niet gefinisht |
| Julio Andres Soto Ugalde    | Reuzenslalom, staand (m)     | 28e       | 2:53.75        |
| Julio Andres Soto Ugalde    | Slalom, staand (m)           | DNF       | Niet gefinisht |
| Santiago Vega               | Reuzenslalom, staand (m)     | DNF       | Niet gefinisht |
| Santiago Vega               | Slalom, staand (m)           | DNF       | Niet gefinisht |

Andorra · Argentinië · Armenië · Australië · België · Bosnië en Herzegovina · Brazilië · Bulgarije · Canada · Chili · China · Denemarken · Duitsland · Finland · Frankrijk · Georgië · Griekenland · Groot-Brittannië · Hongarije · IJsland · Iran · Italië · Japan · Kazachstan · Kroatië · Mexico · Mongolië · Nederland · Nieuw-Zeeland · Noord-Korea · Noorwegen · Oekraïne · Oezbekistan · Oostenrijk · Polen · Roemenië · Servië · Slovenië · Slowakije · Spanje · Tadzjikistan · Tsjechië · Turkije · Verenigde Staten · Wit-Rusland · Zuid-Korea · Zweden · Zwitserland
Neutrale paralympische atleten